# Laurent Foirest
Laurent Marcel Guy Foirest (Marselha, 18 de setembro de 1973) é um ex-basquetebolista profissional francês que atualmente é Assistente Técnico da Seleção Francesa de Basquetebol A..
Laurent Foirest que atuava na posição Ala e possui 1,98 m de altura. Durante sua carreira como jogador na Seleção Francesa conquistou a Medalha de Prata nos Jogos Olímpicos de Verão de 2000 em Sydney.